# Down and Dirty
Down and Dirty (titre original : Down and Dirty) est une anthologie de nouvelles rassemblées par George R. R. Martin qui est également l'un des auteurs participants. Ce recueil est paru le 1er novembre 1988 en version originale aux éditions Bantam Spectra puis a été traduit en français et a paru le 27 avril 2016 aux éditions J'ai lu dans la collection Nouveaux Millénaires. Le livre est composé de douze nouvelles, certaines étant entrelacées avec d'autres.
Down and Dirty est le cinquième volume de la saga uchronique Wild Cards mettant en scène des super-héros dans un XXe siècle où, le 15 septembre 1946, un virus extra-terrestre capable de réécrire l’ADN humain est libéré au-dessus de New York et décime 90 % de la population qu'il touche. Les rares survivants épargnés possèdent des super-pouvoirs, on les appelle « As », tandis que les autres sont victimes de difformités plus ou moins avancées, on les appelle « Joker ».

## Contenu
- Seuls les morts connaissent Jokertown, 2016 ((en) Only the Dead Know Jokertown, 1988) par John J. Miller
- Tous les chevaux du roi I, 2016 ((en) All the King's Horses: I, 1988) par George R. R. Martin
- Concerto pour sirène et sérotonine I, 2016 ((en) Concerto for Siren and Serotonin: I, 1988) par Roger Zelazny
- Effondrement, 2016 ((en) Breakdown, 1988) par Leanne C. Harper
- Tous les chevaux du roi II, 2016 ((en) All the King's Horses: II, 1988) par George R. R. Martin
- Concerto pour sirène et sérotonine II, 2016 ((en) Concerto for Siren and Serotonin: II, 1988) par Roger Zelazny
- Jésus était un as, 2016 ((en) Jesus Was An Ace, 1988) par Arthur Byron Cover
- Tous les chevaux du roi III, 2016 ((en) All the King's Horses: III, 1988) par George R. R. Martin
- Concerto pour sirène et sérotonine III, 2016 ((en) Concerto for Siren and Serotonin: III, 1988) par Roger Zelazny
- Tous les chevaux du roi IV, 2016 ((en) All the King's Horses: IV, 1988) par George R. R. Martin
- Liens du sang I, 2016 ((en) Blood Ties: I, 1988) par Melinda Snodgrass
- Concerto pour sirène et sérotonine IV, 2016 ((en) Concerto for Siren and Serotonin: IV, 1988) par Roger Zelazny
- Le Second Avènement de Buddy Holley, 2016 ((en) The Second Coming of Buddy Holley, 1988) par Edward Bryant
- Liens du sang II, 2016 ((en) Blood Ties: II, 1988) par Melinda Snodgrass
- Tous les chevaux du roi V, 2016 ((en) All the King's Horses: V, 1988) par George R. R. Martin
- Concerto pour sirène et sérotonine V, 2016 ((en) Concerto for Siren and Serotonin: V, 1988) par Roger Zelazny
- La Couleur d'un esprit, 2016 ((en) The Hue of a Mind, 1988) par Stephen Leigh
- Liens du sang III, 2016 ((en) Blood Ties: III, 1988) par Melinda Snodgrass
- Accro à l'amour, 2016 ((en) Addicted to Love, 1988) par Pat Cadigan
- Décrochage, 2016 ((en) Takedown, 1988) par Leanne C. Harper
- Concerto pour sirène et sérotonine VI, 2016 ((en) Concerto for Siren and Serotonin: VI, 1988) par Roger Zelazny
- Liens du sang IV, 2016 ((en) Blood Ties: IV, 1988) par Melinda Snodgrass
- Concerto pour sirène et sérotonine VII, 2016 ((en) Concerto for Siren and Serotonin: VII, 1988) par Roger Zelazny
- Liens du sang V, 2016 ((en) Blood Ties: V, 1988) par Melinda Snodgrass
- Tous les chevaux du roi VI, 2016 ((en) All the King's Horses: VI, 1988) par George R. R. Martin
- Mortalité, 2016 ((en) Mortality, 1988) par Walter Jon Williams
- Liens du sang VI, 2016 ((en) Blood Ties: VI, 1988) par Melinda Snodgrass
- Concerto pour sirène et sérotonine VIII, 2016 ((en) Concerto for Siren and Serotonin: VIII, 1988) par Roger Zelazny
- Quelle bête féroce..., 2016 ((en) "What Rough Beast...", 1988) par Leanne C. Harper
- Seuls les morts connaissent Jokertown - Épilogue, 2016 ((en) Only the Dead Know Jokertown: Epilogue, 1988) par John J. Miller
- Tous les chevaux du roi VII, 2016 ((en) All the King's Horses: VII, 1988) par George R. R. Martin

## Éditions
- Down and Dirty, Bantam Spectra, 1er novembre 1988, 518 p.  (ISBN 0-553-27463-5)
- Down and Dirty, J'ai lu, coll. « Nouveaux Millénaires », 27 avril 2016, trad. Arnaud Mousnier-Lompré et Henry-Luc Planchat, 635 p.  (ISBN 978-2-290-06111-4)
- Down and Dirty, J'ai lu, coll. « Science-fiction » no 12353, 5 septembre 2018, trad. Arnaud Mousnier-Lompré et Henry-Luc Planchat, 704 p.  (ISBN 978-2-290-06867-0)